# Transmissão esportiva no Brasil
As transmissões esportivas no Brasil remetem à participação de veículos de comunicação brasileiros, sejam eles emissoras de rádio, televisão (aberta ou paga), ou, mais recentemente, de internet, em transmitir eventos desportivos para o público brasileiro.
Segundo dados do Ibope Repucom, no universo dos 70 milhões de brasileiros que se dizem "superfãs" do esporte em geral — aqueles que acompanham na mídia ou praticam a modalidade e também compram produtos ligados ao tema —, uma fatia de 42% se declara amante do futebol. Vinte e quatro por centro são apaixonados pelo vôlei e 13% pelo basquete. Estes 3 esportes, mais o automobilismo, monopolizam as transmissões esportivas nas televisão aberta do país. Em outros esportes, na maior parte dos casos, a transmissão acontece somente em apresentações da seleção brasileira, ou em grandes eventos, como os Jogos Olímpicos e Pan-Americanos. Coberturas sobre campeonatos, e clubes, são feitas em intensidade muito menor.
Nas décadas de 1980 e 1990, a Band se consagrou com o slogan "O Canal do Esporte". Na época, a emissora era detentora dos direitos de transmissão dos principais campeonatos de futebol e a única a exibir diversas modalidades esportivas, como a sinuca, no "Show do Esporte". Idealizado por Luciano do Valle, o programa levava para a televisão as jornadas esportivas do rádio. Em 10 horas de programação, não faltava espaço para outras modalidades. Boa parte da cultura esportiva brasileira de hoje deve-se a este programa. Na lista das modalidades que devem muito a ele estão o basquete feminino, o vôlei, o futebol feminino e o boxe. Foi ele também o responsável por abrir as portas do Brasil à National Basketball Association (NBA, liga estadunidense de basquete masculino), ao futebol americano e à Fórmula Indy, por exemplo.
Atualmente, as transmissões esportivas na televisão brasileira são repletas de opções. São três emissoras grandes especializadas na TV a cabo (SporTV, ESPN e BandSports), e conteúdo e transmissões na área em canais abertos como TV Globo, Rede Bandeirantes, RedeTV, Record, SBT e TV Brasil, além da recente inclusão de transmissões via Internet, seja gratuita (CazéTV e Canal GOAT) ou por assinatura (Globoplay, Disney+, Amazon Prime Video, Max e Paramount+).

## Futebol

### Era do rádio
Em 7 de setembro de 1922 houve a inauguração do rádio no Brasil, como parte das comemorações do centenário da Independência. No início, as transmissões sobre o esporte no rádio se resumiam a boletins informativos e não se restringiam apenas ao futebol.
A primeira transmissão de um jogo de futebol do rádio brasileiro, ocorreu em 20 de fevereiro de 1932, sendo narrada pelo locutor esportivo Nicolau Tuma. O jogo em questão, que determinou este "marco histórico para o rádio", foi disputado entre as Seleções de São Paulo e do Paraná, no Campo da Chácara da Floresta, no bairro Ponte Grande, em São Paulo. Quando a transmissão de uma partida de futebol foi realizada pela primeira por Nicolau Tuma, o “speaker” deixava claro suas intenções. Ele queria situar seu ouvinte para que este pudesse, figurativamente, ver o jogo. O ouvinte, ao escutar o jogo no rádio, sabia quem atacava para que lado, quem era o jogador que estava com a bola e o que ele fazia, além de compreender o posicionamento do outros jogadores em campo, e, acima de tudo, sabia quando acontecia o momento máximo deste esporte, o gol. A transmissão tinha que ser rápida para ser eficiente. Alguns segundos de displicência por parte do locutor já seria o suficiente para que seu interlocutor perdesse um lance da partida.
A narração de Tuma, embora muito importante historicamente, não foi feita para todo o Brasil, no entanto. Isto só viria a acontecer em 1938, quando o rádio brasileiro transmitiu pela primeira vez uma Copa do Mundo de Futebol, que naquele ano foi disputada na França. No dia 5 de junho daquele ano, na partida entre Brasil e Polônia, vencida pela nossa seleção por 6X5, realizava-se a primeira transmissão esportiva em cadeia nacional diretamente da Europa. O locutor paulista Leonardo Gagliano Neto, titular do Departamento de Esportes da PRA-3, Rádio Clube do Brasil do Rio de Janeiro, foi o autor da façanha. Serviços de alto-falantes foram instalados nas praças de centenas de municípios brasileiros, para que a população pudesse acompanhar as partidas através da narração de Gagliano Neto. A narração para todo o país se deu através da união de duas emissoras de São Paulo e duas do Rio de Janeiro.
Naquela época, porém, alguns problemas atrapalhavam as transmissões, e muitas adaptações foram necessárias. O grito do gol, por exemplo, tinha o problema de ser abafado pelos gritos e manifestações dos torcedores nas arquibancadas. Uma das primeiras formas de marcar o gol de maneira que fosse ouvido por quem escutava rádio foi inventada pelo compositor Ari Barroso, em 1938, que naquela época também era locutor esportivo. Ele comprou uma gaitinha e tocava cada vez que um time fazia um gol. O jornalista Sérgio Cabral conta no livro "No Tempo de Ari Barroso" que sua descoberta saiu de uma loja de brinquedos, onde Ari buscava algo que tivesse um som infantil.
O narrador Luiz Mendes aponta as dificuldades enfrentadas pelos pioneiros na transmissão esportiva no rádio brasileiro:

Naquela época, entre 1947 e 1955, quando narrei jogos de futebol, não havia números nas camisas dos jogadores... olha que problema. Lembro que identificávamos os atletas pela maneira como jogavam. Quando as partidas eram internacionais, e recebíamos a visita de times europeus, a identificação dos jogadores era uma tarefa quase impossível. Ari Barroso, por exemplo, chamava os estrangeiros pelos nomes dos jogadores do Vasco, os quais, para ele, eram sempre os adversários (risos). — Luiz Mendes, narrador, sobre as dificuldades enfrentadas pelos pioneiros na transmissão esportiva no rádio brasileiro.
Até 1940, as narrações eram improvisadas, incluindo galinheiros e telhados vizinhos aos gramados como locais de transmissão. Em 1945, a Rádio Panamericana deu mais espaço aos esportes e modificou a estrutura da transmissão, com a criação das funções de comentarista e repórter - até então só o narrador contava os acontecimentos do jogo.
No mundo das comunicações, a década de 50 é marcada pelo aparecimento da televisão, que se torna a principal concorrência do rádio, obrigando-o a se transformar para se adaptar ás novas condições. Nesse período ocorre uma migração do rádio para a televisão, não só de profissionais como do estilo de programação. Assim, programas de auditório e novelas começam a ocupar a programação televisiva. Com o espaço deixado e o crescente interesse do público, a programação esportiva foi ganhando terreno dentro da rádio.
Em 1960, o radialista Fiori Gigliotti modificou a forma narrativa, especialmente com a inclusão de constantes bordões. Foi nesta época também que a figura de um comentarista de futebol no rádio, principalmente nas rádios cariocas, tornaram-se popularíssimas. Washington Rodrigues, o Apolinho, talvez seja o nome mais emblemático desta função.
Para Ronaldo Helal, professor da Uerj especializado nas relações entre esporte e meios de comunicação, a mitologia do futebol não existiria sem o rádio. O veículo, segundo ele, foi responsável pela transformação do esporte em paixão nacional e pelo surgimento do patriotismo entre os brasileiros: "Nosso País não tinha uma ideia de nação. O jornalismo esportivo, através do rádio, trouxe o sentimento de brasilidade a partir das transmissões de partidas de futebol".
Helal aponta ainda que, ao contrário do que muitos acreditaram, à época do surgimento da televisão, que o novo veículo provocaria a extinção do rádio, o que aconteceu foi o contrário, “pois foi a TV que precisou se adaptar”.
Nos anos 2000, o rádio entrou no novo milênio provando que tem o seu lugar garantido no coração do torcedor. Seguindo a tendência iniciada no final da década de 90, o futebol invade algumas das estações mais populares em seus horários nobres, com grande resposta do público, inclusive as FM. Não por acaso, a rádio Transamérica FM foi uma das únicas emissoras brasileiras que pagaram a licença de transmissão da Copa do Mundo de 2002, reunindo-se a Rádio Globo e a Rádio Bandeirantes. Estas emissoras e suas equipes no Oriente garantem que a paixão brasileira em colar o ouvido no radinho não acabará tão cedo.

### Era da televisão

#### Décadas de 1930 a 70
As transmissões esportivas na televisão começaram na década de 1930 ao redor do mundo. Os americanos entraram para história com a transmissão da primeira cobertura esportiva, em 1935, em um jogo de beisebol. Os alemães, um ano depois, cobriram os Jogos Olímpicos de Berlim.
A primeira transmissão de uma partida de futebol no mundo aconteceu no dia 15 de novembro de 1936 por uma TV alemã, que exibiu o empate por 2×2 entre Itália e Alemanha.
No Brasil, o esporte, principalmente o futebol, começou a ganhar seu lugar na telinha ainda na primeira metade da década de 1950, inclusive com transmissões ao vivo, com raros recursos, e com cortes frequentes provocados pela queda de sinal. Com o surgimento do recurso do video-tape, que não existia no país até 1958, o espaço de pelo menos mais três atividades, o basquete, o boxe e o turfe, aumentou.
A primeira transmissão de uma partida de futebol no Brasil só viria a acontecer quase 19 anos depois do histórico Itália 2 x 2 de 1936, já que, segundo o “Guia dos Curiosos”, de Marcelo Duarte, o primeiro jogo exibido ao vivo no país aconteceu em 18 de setembro de 1955, no aniversário de cinco anos da TV no Brasil. O clássico Santos 3 x 1 Palmeiras, na Vila Belmiro, foi transmitido pela Record. Nesta época, quase todos os programas eram feitos ao vivo por falta de tecnologia. A Globo transmitiu seu primeiro jogo em 1965 (um amistoso realizado no Maracanã entre Brasil e União Soviética, em 21 de novembro de 1965, que terminou em empate de dois a dois). Sob o comando do jornalista Teixeira Heizer, a Globo conseguiu transmitir a partida apenas duas horas depois de sua realização. O jogo Brasil x União Soviética terminou às 18h. Às 20h, a partida foi transmitida para todo país. Conforme destacou Régis Rösing, a solução encontrada por Heizer foi gravar a partida em filmes, em partes, e mandar os rolos para a emissora para montá-los rapidamente. O jornalista fez a narração por cima das imagens já editadas.
O formato de transmissão do futebol na televisão tem uma grande semelhança com o formato do rádio. Há um locutor, comentaristas e repórteres que, juntos, realizam a transmissão esportiva. Esta herança do rádio se faz presente nas transmissões esportivas televisivas ainda nos dias de hoje. O narrador explica o que acontece e como acontece, pede a opinião ou a análise do comentarista e os repórteres de campo apresentam detalhes pontuais ou registros técnicos que os primeiros não dispõem. Uma explicação desta herança do rádio é que apesar de a transmissão da TV significar um avanço por ter a imagem, ainda não era possível identificar tantas coisas. Um problema simples em relação a isso, porém determinante para o telespectador, era a distinção do uniforme dos dois times. Na maioria dos jogos não era possível distinguir os dois times.
Até 1958, os brasileiros acompanharam as Copas do Mundo de futebol pelo rádio e só viram imagens por meio de filmes de curta duração exibidos na TV e nos cinemas, nos chamados jornais da tela. Em 1962 e em 1966, os teipes – das partidas inteiras – chegavam no dia seguinte.
Segundo o historiador esportivo Roberto Assaf, é importante explicar que o pacote de títulos conquistados pelo Brasil entre 1958 e 1966 (como os títulos mundiais conquistados pelo basquetebol em 1959, no Chile, e em 1963, no Rio de Janeiro; além das conquistas individuais de Maria Esther Bueno e Éder Jofre) também ajudou a ampliar efetivamente o espaço dos outros esportes na mídia em geral.

#### Década de 1970
A televisão foi um dos meios que o governo utilizou para manutenção da ordem, e o futebol foi instrumento para a televisão para essa unificação. Tanto que milhões de dólares foram investido para que o Brasil tivesse transmissão a cores e ao vivo, via satélite, da Copa do Mundo de 1970, no México. Por isso, a primeira transmissão a cores para todo o território nacional foi Brasil 4 x 1 Tchecoslováquia, na estreia da Seleção na Copa do Mundo de 1970, em 3 de junho daquele ano. A Embratel recebeu o sinal no sistema do padrão americano (NTSC) e o converteu para o nosso (PAL-M), mas praticamente não havia televisores coloridos no país. A sessões foram para convidados, no Rio, em São Paulo e em Brasília. A Copa de 1974 foi a primeira 100% colorida, já com transmissões públicas.
Segundo o RankBrasil, o primeiro jogo de futebol televisionado em cores no país, foi transmitido ao vivo em 19 de fevereiro de 1972.
A partida histórica foi o empate em 0 x 0 entre os times gaúchos Caxias do Sul e Grêmio. O amistoso fez parte da programação da Festa da Uva da capital do Rio Grande do Sul.
Nos anos 70, o futebol nacional ainda era mostrado com parcimônia, na maioria das vezes em videotapes no começo da madrugada, horas depois de realizadas as partidas, ou mesmo nas manhãs seguintes.
Transmissão de partidas estrangeiras eram raríssimas. Para se ter uma ideia, em maio de 1973, época da final da Copa dos Campeões, o jornal O Globo publicou, logo abaixo de sua matéria sobre a decisão: “Brasil, Colômbia, Peru e México são os países latino-americanos que receberão a imagem da decisão de hoje, em Belgrado, entre Ajax e Juventus. Entretanto, os torcedores brasileiros não assistirão ao jogo, pois nenhuma televisão nacional solicitou à Embratel a transmissão da partida”.
Em 1979, a primazia das transmissões de copas europeias no Brasil coube à TVS (atual SBT), que, em maio de 1979, exibiu em sua TV Studio, às 19h30 de Brasília e em meio a uma grade preenchida majoritariamente por desenhos animados, o videoteipe da partida entre Nottingham Forest e Malmö, realizada mais cedo naquele mesmo dia.

#### Década de 1980
Foi nesta década que houve o boom da atração do brasileiro pelo futebol internacional. Tudo por conta do êxodo em massa de craques daqui, especialmente para os clubes europeus. O público fazia questão de acompanhar seus ídolos nos clubes estrangeiros.
Nas últimas rodadas da temporada 1982/83, a Bandeirantes chegou a exibir os jogos da Roma de Falcão, que se sagraria campeã. Na equipe de transmissão, um jovem jornalista chamado Antero Greco fazia sua estreia como comentarista de televisão, ao lado dos já veteranos Edgard de Mello Filho e Pedro Luiz Paoliello.
Em 1984 a TV Globo transmitiu sua primeira final de Copa dos Campeões, quando mostrou ao vivo, a partir das 15h de Brasília, a derrota nos pênaltis da Roma de Falcão e Cerezo para o Liverpool no campo “neutro” do Estádio Olímpico da capital italiana.
A temporada inteira de 1984-85 do Campeonato Italiano, que consagrou o Verona como surpreendente campeão, foi transmitida pela TV Globo. Os jogos eram transmitidos nas manhãs de domingo.
Em 1986, o SBT fez uma parceria com a Record para transmitir a Copa do Mundo do México. Para economizar gastos, as duas emissoras montaram uma equipe só e mandaram ao México para a transmissão dos jogos. O narrador Silvio Luiz, da Record, era o principal nome do time. Destaque também para a participação de Marcelo Tas, no personagem Ernesto Varella, um repórter que fazia perguntas muito incômodas e irônicas aos seus entrevistados.
No ano seguinte, o SBT acabou transmitindo com exclusividade em rede nacional aquela que foi a final do Campeonato Brasileiro, entre Guarani e Sport.

#### Desde a década de 1990
A transmissão esportiva na TV Brasileira ficou ainda mais sólida a partir de 1994, quando as emissoras a cabo – ou por assinatura – começaram a surgir.
As primeiras foram o Sportv, das Organizações Globo, lançado em 1991 com o nome de Topsports, e a ESPN Brasil, filial da norte-americana Entertainment and Sports Programming Network
Foi nesta época que fomos "apresentados" ao recurso dos melhores momentos, que foi introduzido nas TVs brasileiras pela ESPN. Hoje esse recurso é visto em qualquer tipo de transmissão, mas na época, ao invés dos comentários, como vemos nos dias de hoje, era usado uma trilha para cobrir os lances. A emissora também inovou ao colocar uma câmera na cabine de transmissão pela primeira vez para mostrar o narrador e o comentarista. Foi inserido, também, na tela algo que hoje é básico: o placar da partida e o cronômetro marcando o tempo de jogo.
No começo dos anos 90, a Bandeirantes incorporar definitivamente os jogos do Campeonato Espanhol às suas tardes. Foi nesta década também que o Campeonato Inglês começou a ser transmitido em terras brasileiras, sendo mostrado por pouco tempo na Bandeirantes nas noites de sábado e em compactos exibidos pela TV Educativa (TVE) nas noites de domingo, junto com os gols da rodada da Série A italiana.
De 1991 a 1995 a Bundesliga foi transmitida pela TV Cultura paulista nas manhãs de domingo, com comentários de Gerd Wenzel.
Ainda nos anos 90, todas as grandes emissoras de sinal aberto no país transmitiam partidas de futebol. A emissora de Sílvio Santos, por exemplo mostrava a Copa do Brasil e a Copa Conmebol, e ainda organizava alguns torneios amistosos no começo e no meio do ano, como a Copa dos Campeões Mundiais, o Festival Brasileiro de Futebol e a Taça Maria Quitéria. Na Manchete, era possível assistir ao Campeonato Japonês, que atraía atenção por ter muitos jogadores brasileiros ajudando a formar o futebol no país. Por fim, Band e Record eram as únicas emissoras que transmitiam partidas do Campeonato Paulista às 5a-feiras, já que às quartas-feiras do Paulistão eram exclusivas da TV paga.
O SBT praticamente levantou a Copa do Brasil. Deu espaço para a competição em horário nobre e fez a Globo se arrepender de nunca ter investido no torneio. Na final da Copa do Brasil de 1995, o Corinthians foi campeão em cima do Grêmio, e fez o SBT marcar 52 pontos de audiência no Ibope em São Paulo. Trata-se da maior audiência da história da emissora até então, só superada seis anos mais tarde pela final do reality show Casa dos Artistas. Anos depois, a Globo abraçou a Copa do Brasil e não largou mais.
A primeira transmissão em HD foi a final da Copa do Mundo de 2002, em 30 de junho daquele ano. A partida foi exibida em alta definição em um cinema em São Paulo e outro no Rio de Janeiro. A transmissão de Brasil 2 x 0 Alemanha foi produzida pela Casablanca, empresa que hoje é responsável pela geração de imagens de 80% das partidas no país.
A primeira transmissão em 3D foi o empate sem gols entre Brasil e Portugal, na fase de grupos do Mundial de 2010, em 25 de junho, foi transmitido em dois cinemas em São Paulo e um no Rio.

### Transmissões alternativas
O conceito de "Transmissões Alternativas" são muito comuns na Europa, especialmente na Itália, praticada por emissoras que não têm direitos de transmissão de determinados campeonatos.
No Brasil, a primeira "Transmissão Alternativa" de uma partida de futebol foi exibida pela ESPN (Brasil), na Copa das Confederações de 2013, com o programa "Cabeça no Jogo". Mais tarde, o Esporte Interativo apostaria neste tipo de transmissão com os programas Veja o Jogo com a Gente (Copa do Mundo de 2014) e Arquibancada EI (Brasileirão).

### Transmissão via internet
Em 2015, o YouTube transmitiu um evento futebolístico pela primeira vez para o Brasil. O evento transmitido foi a Copa do Rei, principal competição de mata-mata da Espanha. O Google, proprietário do site, adquiriu os direitos de transmissão exclusivos para 17 países, cobrando R$ 9,90 por jogo no mercado nacional. A ferramenta já havia conseguido boa exposição com o esporte na Liga Mundial de Surfe (WSL), exibida ao vivo desde 2014, ano marcado pelo título inédito do brasileiro Gabriel Medina.
Em 2017, Atlético-PR e Coritiba não chegaram em acordo pelos direitos de TV e decidiram abrir o sinal para a internet. E foi assim que, no dia 19/02 deste ano, dois times da primeira divisão nacional se enfrentaram no nobre horário da tarde de domingo com transmissão exclusiva pelo YouTube.

### Cronologia
| Data                    | Evento                                                                    | Info |
| ----------------------- | ------------------------------------------------------------------------- | --- |
| 20 de fevereiro de 1932 | Primeira transmissão de um jogo de futebol do rádio brasileiro            | O jogo em questão, que determinou este "marco histórico para o rádio", foi disputado entre as Seleções de São Paulo e do Paraná, no Campo da Chácara da Floresta, no bairro Ponte Grande, em São Paulo. |
| 18 de setembro de 1955  | Primeira transmissão ao vivo pela TV                                      | O clássico Santos 3 x 1 Palmeiras, na Vila Belmiro, foi transmitido pela Record. |
| 3 de junho de 1970      | Primeira transmissão a cores de uma partida de futebol para todo o Brasil | Brasil 4 x 1 Tchecoslováquia, na estreia da Seleção na Copa do Mundo de 1970 |
| 19 de fevereiro de 1972 | Primeiro jogo de futebol televisionado em cores no país                   | Empate em 0x0 entre os times gaúchos Caxias do Sul e Grêmio. O amistoso fez parte da programação da Festa da Uva da capital do Rio Grande do Sul.                                                       |
| 30 de junho de 2002     | A primeira transmissão em HD de uma partida de futebol                    | Final da Copa do Mundo de 2002, em que o Brasil derrotou a Alemanha por 2 x 0. |
| 25 de junho de 2010     | Primeira transmissão em 3D de uma partida de futebol                      | Empate sem gols entre Brasil e Portugal, na fase de grupos do Mundial de 2010. |

### Transmissões de grandes eventos futebolísticos

#### Copa do Mundo FIFA
A Copa do Mundo de Futebol é o evento esportivo que mais atrai a atenção do Brasileiro (mais até do que os Jogos olímpicos). Pode-se dizer que a Copa do Mundo é para o brasileiro um palco de união nacional, uma espécie de período de recriação do sentimento de pertencimento comum, no caso, o sentimento de pertencer a um país vitorioso, um país que pode (ainda que apenas no futebol) subjugar os países desenvolvidos. Não a toa, no Brasil, a audiência média de jogos da seleção brasileira em copas do mundo supera os 100 milhões de espectadores.
Segundo o Jornal “O Globo”, a venda de televisões durante os meses que antecedem uma copa do mundo, chega a aumentar em até 110% no Brasil.
A primeira Copa do Mundo transmitida para o Brasil foi a de 1938, quando o rádio brasileiro transmitiu pela primeira vez uma Copa do Mundo de Futebol, que naquele ano foi disputada na França. No dia 5 de junho daquele ano, na partida entre Brasil e Polônia, vencida pela nossa seleção por 6X5, realizava-se a primeira transmissão esportiva em cadeia nacional diretamente da Europa. O locutor paulista Leonardo Gagliano Neto, titular do Departamento de Esportes da PRA-3, Rádio Clube do Brasil do Rio de Janeiro, foi o autor da façanha. Serviços de alto-falantes foram instalados nas praças de centenas de municípios brasileiros, para que a população pudesse acompanhar as partidas através da narração de Gagliano Neto. A narração para todo o país se deu através da união de duas emissoras de São Paulo e duas do Rio de Janeiro.
Já a primeira copa do mundo transmitida ao vivo pelas TVs brasileiras foi a de 1970. As emissoras brasileiras se reuniram em pool para transmitir a Copa, e por isso quatro locutores se revezavam, cada um narrando um trecho do jogo. Alternavam-se Oduvaldo Cozzi e Walter Abrahão (ambos da TV Tupi); Geraldo José de Almeida (Globo), e Fernando Gaya Solera (Record e Bandeirantes). Os comentaristas eram Rui Porto, João Saldanha e Leônidas da Silva., que desde então transmitiu todas as copas do mundo.
Abaixo segue uma lista com as transmissões das Copas do Mundo pelas principais TVs abertas do pais:
Bandeirantes
- Copa do Mundo de 1970 (num pool com outras emissoras)
- Copa do Mundo de 1978 - Galvão Bueno e Fernando Solera foram os narradores.
- Copa do Mundo de 1986 - Estreia de Luciano do Valle em copas pela Bandeirantes e Juarez Soares
- Copa do Mundo de 1990[24] - Luciano do Valle e Silvio Luiz foram narradores. Juarez Soares, Sócrates, Zico, José Luís Datena os comentaristas.
- Copa do Mundo de 1994 - Luciano do Valle, Silvio Luís, Marco Antônio e Jota Junior foram os narradores. Zico, Rivelino e Gerson os comentaristas.
- Copa do Mundo de 1998 - Luciano do Valle, Marco Antônio Matos, Jota Júnior e Nivaldo Prieto foram os narradores, os comentaristas foram Gerson, Rivelino, Mauro Beting.
- Copa do Mundo de 2010 - Em parceria com a Globo os narradores foram Luciano do Valle, Téo José, Nivaldo Prieto, Ulisses Costa, os comentaristas foram Neto, Edmundo e Denílson.
- Copa do Mundo de 2014 - Téo José, Nivaldo Prieto, Oliveira Andrade, Ulisses Costa, Cacá Fernando e José Luiz Datena foram os narradores os comentaristas foram Neto, Edmundo, Ronaldo Giovanelli, Djalminha, Pedrinho e Denílson.

SBT
- Copa do Mundo de 1986 - Em parceria com a TV Record, o SBT transmitiu a Copa do Mundo do México. Para economizar gastos, as duas emissoras montaram uma equipe só e mandaram ao México para a transmissão dos jogos. O narrador Silvio Luiz, da Record, era o principal nome do time. Marcelo Tas, no personagem Ernesto Varella, também fazia participação como um repórter que fazia perguntas muito incômodas e irônicas aos seus entrevistados.[15] Jorge Kajuru também estava nesta equipe.
- Copa do Mundo de 1990 - Pela primeira vez, o SBT fez a cobertura sozinha de uma Copa do Mundo. Nessa Copa surgiu o Amarelinho, personagem de desenho animado que aparecia nas vinhetas, chamadas e até durante os jogos da seleção brasileira. Ele virou um símbolo do futebol no SBT durante os anos 1990. O Amarelinho alavancou a audiência, e o SBT só ficou atrás da Globo naquele Mundial. Seu sucesso faria com que ele fosse utilizado até nas transmissões da Fórmula Indy. Os jogos foram narrados por Luiz Alfredo, e Ivo Morganti. Os comentários ficaram por conta de Telê Santana e Orlando Duarte. O técnico Emerson Leão também participou e comentou a grande final entre Alemanha e Argentina.[15]
- Copa do Mundo de 1994 - Na equipe que foi aos EUA, os narradores eram Luiz Alfredo e Osmar de Oliveira. Orlando Duarte e Telê Santana voltavam a comentar na emissora os jogos e ganhavam a companhia de Carlos Alberto Torres. O Amarelinho voltava a ser destaque da emissora, que lançava um jingle que marcaria a história do futebol. “Levante a taça, vibra mais, seleção. Jogando com raça, com ginga e amor. Com jeito, com graça, seja como for. Nós vamos juntos sentir essa emoção, e na galera explode o coração”, dizia a música que embalou o tetra no SBT.[15]
- Copa do Mundo de 1998 - A última copa transmitida pela emissora. A equipe que foi a França tinha nomes como: Silvio Luiz, Osmar de Oliveira, Paulo Soares (Este também pela ESPN), Juarez Soares, Luiz Ceará e Antônio Petrin. No Brasil, em off-tube, Téo José narrou alguns jogos da copa, como França x Itália, jogo decidido nos pênaltis. Marcelo Rosa e Tatiana Ferraz também deram apoio na apresentação direto do Brasil.

TV Manchete
- Copa do Mundo de 1986 - Com Paulo Stein na narração dos principais jogos, e João Saldanha, jornalista e ex-técnico da seleção, como comentarista.[16]
- Copa do Mundo de 1990 - Novamente Com Paulo Stein na narração dos principais jogos, e João Saldanha, jornalista e ex-técnico da seleção, como comentarista. Os jogos do Brasil foram narrados por Osmar de Oliveira e Osmar Santos.[16]
- Copa do Mundo de 1998 - A última Copa transmitida pelo canal foi a de 1998, com a equipe liderada pelo narrador Paulo Stein.[16] Edson Mauro, da Radio Globo, também narrou alguns jogos.

Record
- Copa do Mundo de 1970 - Num pool com outras emissoras e liderando a Rede de Emissoras Independentes (REI).
- Copa do Mundo de 1974 - Ainda liderando as Emissoras Independentes (REI)
- Copa do Mundo de 1986 - Na já citada parceria com o SBT.
- Copa do Mundo de 1998 - A emissora paulista havia perdido os direitos do evento em 1990 por ter deixado de pagar a anuidade de filiação à OTI. Assim, ela só foi transmitir uma copa do mundo apenas em 1998. A Record voltou a cobrir o evento depois de 12 anos (quando fez uma parceira com o SBT em 1986), sendo esta edição de 1998 a última a ser exibida pela emissora.[26]

Cultura
- Copa do Mundo de 1974
- Copa do Mundo de 1978
- Copa do Mundo de 1982 - Em parceria com a TV Globo. Naquela época, a Globo ainda não possuía cobertura total na maioria dos estados, e a alternativa era fazer uma "rede de retransmissoras" ligadas a Cultura, e que eram mantidas, em sua maioria, por emissoras educativas, que cobriam boa parte das regiões onde a Globo ainda não era transmitida. Os narradores eram próprios da emissora carioca: Luciano do Valle (partida de abertura, partidas da seleção brasileira, e a final, além de outros países) e Galvão Bueno (partidas dos outros países).

A Rede Globo é a única emissora que transmitiu todas as edições da Copa do Mundo desde 1970 até agora. A edição de 2002 foi a primeira Copa a ser transmitida unicamente pela própria Globo, feito este que voltou a se repetir em 2006, 2018 e 2022. No caso de 2002 a emissora carioca, além de ter tido exclusividade nas transmissões, cobrou até PPV de Reprises.

#### Copa América
O torneio sul-americano de seleções teve mais edições transmitidas (quase sempre) ao vivo pela TV Globo, SBT, TV Record, TV Bandeirantes e SporTV.

#### Eurocopa
O torneio europeu de seleções teve três edições transmitidas (quase sempre) ao vivo pela TV Globo: a de 1980, na Itália; a de 1988, na Alemanha Ocidental; e a de 1992, na Suécia.
Na primeira edição, a Globo levou ao ar todos os jogos da dona da casa (sendo que a partida contra a Inglaterra foi transmitida em compacto noturno) e três partidas da Alemanha, incluindo a decisão do torneio. Os horários variavam entre 12h45 e 15h30 de Brasília.
Em 1988, foram nove os jogos transmitidos, todos eles ao vivo. A finalíssima teve narração de Galvão Bueno. Desta vez, as partidas eram exibidas às 10h30 e 15h15 de Brasília.
Em 1992, a Globo mostrou apenas seis partidas, sendo quatro pela primeira fase, uma semifinal e a decisão, com o triunfo dinamarquês sobre a Alemanha.
Em 1996, a Bandeirantes assumiu a transmissão exclusiva e quase integral dos jogos da fase final, mostrando o caminho que levou a Alemanha ao tricampeonato em gramados ingleses. Em 2004 e 2008, a Record transmitiu na integra ao vivo. Em 2012 e 2016, a Band transmitiu a competição na íntegra também ao vivo em TV Aberta. Em 2021 a Globo transmitiu apenas alguns jogos da fase de grupos e o mata mata. Em TV por assinatura, o SporTV transmite todos os jogos da competição ao vivo.

## Transmissão dos Jogos Olímpicos
1960 foi a primeira vez que a TV brasileira pode exibir imagens dos Jogos Olímpicos. A TV Continental do Rio de Janeiro adquiriu os documentários gravados pela emissora norte americana CBS e os exibiu na programação. As TVs Tupi e Record de São Paulo tornam-se a primeira emissora brasileira a mostrar em primeira mão imagens olímpicas aos lares brasileiros a partir dos jogos de 1964. Enquanto que a Tupi utilizava o material gerado pela United Press International (UPI) e apresentado às suas Emissoras Associadas, a Record, integrante das Emissoras Unidas, enviou três cronistas (Ernesto de Oliveira, Paulo Planet Buarque e Darcy Reis) e de lá cobriam os principais eventos do dia olímpico na "Terra do Sol Nascente" enviando vídeo-tapes que iam pro ar com exclusividade no dia seguinte, sempre no horário noturno.
Em 1968, a TV Tupi adquiriu os vídeo-tapes de algumas provas realizadas na Cidade do México, a primeira a ser transmitida em cores e com imagens geradas pela rede norte-americana NBC.
A primeira olimpíada transmitida ao vivo ocorreu em 1972, nos Jogos de Munique. Na época, a Rede Globo comprou os direitos de transmissão das competições. Algumas provas foram transmitidas ao vivo, e os telejornais Hoje, Jornal Nacional e Jornal Internacional apresentavam, diariamente, boletins sobre o evento. Segundo a jornalista Myriam de Lamare, integrante da equipe da Globo, foi a partir dos Jogos Olímpicos de Munique que o esporte começou a ser pensado como um produto que poderia atrair o investimento das grandes empresas na área de publicidade.
A emissora carioca seguiu transmitindo os Jogos Olímpicos entre 1972 e 2008, 2016 e 2024, dividindo, variadamente, as transmissões com a Cultura, Manchete, Bandeirantes, Record e SBT. Em 2015 a Globo adquiriu os direitos de transmissão das olimpíadas até 2032, mas sem pedir exclusividade em TV aberta.
Em 2012, a Record deteve a exclusividade dos Jogos Olímpicos de Londres na tv Aberta. As emissoras que possuem os direitos de transmissão são obrigadas a ceder gratuitamente para as outras emissoras um pacote diário sobre a Olimpíada, mas no caso de Londres a Rede Globo preferiu comprar um pacote de imagens comercializado pela OBS (Olympic Broadcast Services).
Na tv fechada o SporTV transmite as Olimpíadas desde 1992, a ESPN entre 1996 e 2016, o Fox Sports até 2016 e o BandSports desde 2008.
Na internet o Portal Terra transmitiu os Jogos de Pequim 2008.
| Olimpíadas          | TV Aberta                                                          | TV por assinatura                     | Internet           | Notas                                                     | Ref.          |
| ------------------- | ------------------------------------------------------------------ | ------------------------------------- | ------------------ | --------------------------------------------------------- | ------------- |
| Roma 1960           | TV Continental                                                     |                                       |                    | Cobertura via VT                                          | [ 28 ]        |
| Tóquio 1964         | TV Tupi, TV Record e TV Rio                                        |                                       |                    | Cobertura via VT                                          | [ 28 ]        |
| México 1968         | TV Tupi                                                            |                                       |                    | Cobertura via VT                                          | [ 28 ]        |
| Munique 1972        | TV Globo                                                           |                                       |                    | Primeira olimpíada ao vivo                                | [ 34 ]        |
| Montreal 1976       | Rede Globo, Rede Bandeirantes, TV Cultura, Rede Record e Rede Tupi |                                       |                    |                                                           | [ 35 ]        |
| Moscou 1980         | Rede Globo e TV Cultura                                            |                                       |                    |                                                           | [ 36 ]        |
| Los Angeles 1984    | Rede Globo, Rede Bandeirantes, SBT, Rede Record e Rede Manchete    |                                       |                    |                                                           | [ 37 ]        |
| Seul 1988           | Rede Globo, Rede Bandeirantes, SBT e Rede Manchete                 |                                       |                    |                                                           | [ 38 ]        |
| Albertville 1992    | Rede Manchete                                                      | Top Sport                             |                    | Primeira olimpíada a ser transmitida na TV por assinatura | [ 39 ]        |
| Barcelona 1992      | Rede Globo, Rede Bandeirantes, SBT e Rede Manchete                 | Top Sport                             |                    | Primeira olimpíada a ser transmitida na TV por assinatura | [ 39 ]        |
| Lillehammer 1994    |                                                                    | SporTV                                |                    |                                                           | [ 39 ]        |
| Atlanta 1996        | Rede Globo, Rede Bandeirantes, SBT, Rede Manchete e Rede Record    | SporTV e ESPN                         |                    |                                                           | [ 40 ]        |
| Nagano 1998         |                                                                    | SporTV                                |                    |                                                           |               |
| Sydney 2000         | Rede Globo e Rede Bandeirantes                                     | SporTV e ESPN                         |                    |                                                           | [ 41 ]        |
| Salt Lake City 2002 |                                                                    | SporTV                                |                    |                                                           |               |
| Atenas 2004         | Rede Globo e Rede Bandeirantes                                     | SporTV, ESPN e BandSports             |                    |                                                           | [ 42 ]        |
| Turim 2006          |                                                                    | SporTV                                |                    |                                                           |               |
| Pequim 2008         | Rede Globo e Rede Bandeirantes                                     | SporTV, ESPN e BandSports             | Terra              | Primeira olimpíada com cobertura em alta definição (HD)   | [ 43 ]        |
| Vancouver 2010      | Rede Record e Record News                                          | SporTV                                | R7                 |                                                           | [ 44 ]        |
| Londres 2012        | Rede Record e Record News                                          | SporTV, ESPN e BandSports             | R7 e Terra         |                                                           | [ 45 ]        |
| Sochi 2014          | Rede Globo, Rede Record, Rede Bandeirantes e Record News           | SporTV e BandSports                   | R7 e Ge            |                                                           | [ 46 ]        |
| Rio 2016            | Rede Globo, RecordTV, Rede Bandeirantes e Record News              | SporTV, ESPN, BandSports e Fox Sports | R7, Ge e Globoplay |                                                           | [ 47 ]        |
| Pyeongchang 2018    | Rede Globo                                                         | SporTV                                |                    |                                                           | [ 48 ]        |
| Tóquio 2020         | Rede Globo                                                         | SporTV, Combate e BandSports          | Globoplay          |                                                           | [ 49 ]        |
| Pequim 2022         | TV Globo                                                           | SporTV                                | Globoplay          |                                                           | [ 50 ]        |
| Paris 2024          | TV Globo                                                           | SporTV                                | Globoplay e CazéTV |                                                           | [ 51 ] [ 52 ] |

## Transmissão dos Jogos Paralímpicos
A primeira paraolimpíada a ser transmitida ao vivo foi dos jogos de 2004 em Atenas, com a cobertura do SporTV. Desde então, o canal por assinatura sempre transmitiu os Jogos Paralímpicos.
A cobertura em TV aberta só viria nos jogos do Rio de Janeiro em 2016 com a TV Brasil. Mesmo não fazendo parte da Associação Brasileira das Emissoras Públicas, Educativas e Culturais, a TV Cultura também transmitiu as paraolimpíadas do Rio, graças a um acordo com a TV Globo, então emissora oficial daqueles jogos (apesar de não ter transmitido o evento em TV aberta). Após alguns empasses, os dois canais públicos criaram um pool de imprensa e transmitiram os jogos.
Nos jogos de Tóquio em 2021, a TV Globo transmitiu apenas a semifinal e a decisão do Futebol de 5, vencidos pela seleção brasileira e restringiu a cobertura através de mini boletins durante os intervalos comerciais e os compactos das cerimônias de abertura e encerramento. A TV Brasil transmitiu novamente os jogos na íntegra.

## Voleibol
O interesse da mídia brasileira pelo voleibol iniciou-se com a chamada Geração de Prata. Um marco importante desta geração foi o chamado O Grande Desafio de Vôlei – Brasil X URSS, que foi transmitido ao vivo no Brasil pela Rede Record, nos Estados Unidos pela Rede ABC, e na Inglaterra pela BBC de Londres, e que é considerado o marco inicial que ajudou na popularização do voleibol no Brasil e transformou a modalidade no segundo esporte mais popular no país.
Puxados pelo alto rendimento que a seleção vem tendo em competições internacionais, os jogos de vôlei tem tido grande apelo do público, e vêm ganhando audiência progressivamente nos últimos anos.

#### Transmissão via Internet
Em 2016 a Federação Internacional de Vôlei (FIVB) passou a exibir todos os jogos sob sua organização ao vivo no YouTube. Porém, por conta dos direitos de transmissão pertencentes às Organizações Globo, os duelos da primeira divisão da Liga Mundial e do Grand Prix estão bloqueados para quem acessa a internet no Brasil.

## Basquete
No final da década de 80, via programa Show do Esporte, a TV Bandeirantes foi quem transmitiu pela primeira vez a NBA no Brasil. Na época, o canal ainda chamava NBA de Campeonato Norte-Americano de Basquete profissional. Álvaro José, ao lado do narrador Luciano do Valle, trazia as emoções da melhor liga de basquete do mundo às tvs brasileiras. Segundo Álvaro José, as primeiras transmissões eram feitas na base do improviso. para se ter uma ideia, o jogo sete das finais de 1988 foram narrados e comentados pelo telefone.
A emissora seguiu transmitindo o "Campeonato Norte-Americano de Basquete profissional" até meados da década de 1990. Nos anos 2000 a RedeTV!,transmitiu a NBA. E até 2011 o Esporte Interativo transmitiu a NBA em direitos de TV Aberta. Em 2019, a Band volta a transmitir os jogos a partir das finais da temporada 2018-19.Com a boa audiência das finais,volta a transmitir a temporada completa na temporada 2019-20
Segundo o Ibope Repucom, a audiência acumulada pelos jogos do Novo Basquete Brasil cresceu 88%, indo de 2,1 milhões de espectadores na temporada 2014/2015 para 4 milhões na temporada seguinte. O Ibope estima que o valor pago pelas transmissões de TV cresceu 240%, chegando a R$ 1,086 bilhão nesse período. As transmissões na TV fechada, pelo canal SporTV, somaram 1,
Na TV aberta, apenas um jogo foi transmitido pela Globo em 2014. No ano seguinte, o NBB fechou contrato de transmissão com a Rede TV!, que transmitiu jogos aos sábados à tarde, conseguindo mais de 2,1 milhões de telespectadores com a exibição de 30 partidas. E na temporada atual, os jogos da TV aberta foram transmitidos pela Band.Em 2018, a TV Gazeta passou a exibir a LBF em TV aberta

## Automobilismo
A cobertura do automobilismo brasileiro via rádio teve espaço cativo nas principais estações do país. O maior sucesso nas transmissões da Fórmula-1, sem dúvida, foi alcançado pela Rádio Jovem Pan durante os anos 70. As corridas eram narradas por Wilson Fittipaldi. No Grande Prêmio da Itália, que decidiu o título daquele ano, Wilson Fittipaldi não conteve a emoção com a vitória do filho (Emerson Fittipaldi), entregando o microfone ao comentarista Orlando Duarte para o final da transmissão.
Na TV, a primeira transmissão de um GP ocorreu em 18 de julho de 1970, quando a Rede Record exibiu o Grande Prêmio da Grã-Bretanha em Brands Hatch graças ao satélite Intelsat III. Nesse dia houve a estreia de Emerson Fittipaldi.
Nos anos 80, a TV Globo dedicou atenção e investimentos à Fórmula 1, mesma época em que o Brasil viveu seu período mais frutífero em termos de resultados, com os tricampeonatos de Piquet e Senna. Nesta época, o futebol brasileiro passou por um período de seca de conquistas internacionais, e para o “pacheco”, aquele que só se importa em torcer para o Brasil não importando o esporte, o automobilismo passava a ser atraente. A chegada de Ayrton Senna transformou o esporte na maior febre brasileira do final dos anos 80 e início dos 90. Para alguns, este foi o único período no qual a supremacia futebolística foi realmente ameaçada por outro esporte.
A primeira transmissão da Formula Indy, ocorreu em 1984 pela Band, com as 500 milhas de Indianápolis. Na ocasião, Emerson Fittipaldi estreava no oval de Indianápolis pela modesta WIT/GTS Racing, e seu pai, Wilson Fittipaldi, narrava a transmissão brasileira. A emissora dos Saad seguiu transmitindo a categoria até 1992, quando passou a ser transmitida pela Manchete e CNT, que a exibiu por 2 anos. Entre os anos de 95 e 98, o SBT fez uma brilhante cobertura da Formula Indy, que vivia boa fase no Brasil na esteira do desinteresse com a Fórmula 1 pós-Senna.
A transmissão contínua da Fórmula 1 por quase meio século fomentou o interesse do Brasil no esporte, segundo dados da Formula One Management: em 2013, não obstante o declínio de resultados, o país detinha a maior audiência da Fórmula 1 em termos mundiais com 77 milhões de telespectadores ou 17% do total.
Atualmente, porém, o automobilismo vem perdendo espaço nas emissoras abertas do país. Mais do que uma crise técnica, pela falta de pilotos em categorias importantes, o país por um momento de total falta de investimento também na mídia que é dedicada às corridas, com transmissões à distância e com pouca informação.

## Tênis
Em 1957, a Tupi do Rio, com Rui Viotti, realizou a primeira transmissão de tênis no Brasil.
A primeira transmissão de tênis na TV Aberta aconteceu em 1976, na TV Tupi do Rio de Janeiro, com Rui Viotti narrando os jogos.
Em 1987, a Koch Tavares passou a transmitir anualmente, com exclusividade, os 4 torneios de Grand Slam pela TV Manchete. Graças ao apoio de José Ermírio de Moraes, da Votorantim, e Hugo Miguel Etchenique, da Brastemp, o público brasileiro pôde acompanhar estes torneios. A dupla incansável, Luis Felipe Tavares e Ruy Viotti, conseguia manter o tênis na TV aberta, mesmo com a pressão pela audiência. A vitória de Guga no saibro francês 97 foi um momento de glória para todos que durante anos batalharam pelo tênis. A TV Manchete conseguiu uma audiência estrondosa naquele domingo. A transmissão da final de Roland Garros no domingo levou a TV Manchete a ocupar a liderança de audiência no horário. Nos momentos finais da partida, a emissora chegou a ter 13 pontos no Ibope, contra 10 do SBT e 8 da TV Globo. Rui Viotti chegou a soluçar no microfone da TV Manchete tamanha a emoção. “Aquilo que nós sempre sonhamos em ver”, disse na ocasião.
Com o primeiro título de Guga, o programa “Bastidores do Tênis”, da TV Manchete, virou realidade. O programa começou em 97 e terminou em 2001.
Esta conquista do Guga, e os bons índices de audiência, despertaram o interesse da Globosat, em transmitir as partidas com exclusividade para desbancar a emissora aberta, já que a TV Fechada ainda atingia uma fatia mínima da população. Assim, logo após a conquista de Guga em 1997, a emissora de TV a cabo Globosat entrou em negociação com a empresa Koch-Tavares para a compra dos direitos de transmissão do torneio de tênis de Wimbledon.
Em 2000, a final de Roland Garros entre Gustavo Kuerten e Magnus Norman estabeleceu um novo recorde de audiência para partidas de tênis na televisão brasileira. Só que desta vez, a emissora que tinha os direitos de transmissão era a TV Record, que atingiu 13 pontos de audiência, em média, e pico de 24 pontos, às 13h16, momento em que Guga e o sueco disputavam o tie-break. A emissora permaneceu mais de uma hora na liderança. A audiência foi aumentando à medida em que o jogo avançava e, em especial, após o meio-dia, ao final da Maratona de São Paulo, transmitida ao vivo pela TV Globo, declarou na época o diretor de esportes da TV Record o Eduardo Zebini.
Atualmente, praticamente todos os torneios de tenis espalhados pelo mundo são transmitidos por pelos menos um dos canais esportivos da TV a cabo.

## Lutas

### Boxe
Na década de 1960, as lutas do Eder Jofre eram transmitidas via rádio, como, por exemplo, quando ele lutou contra o mexicano Eloy Sanches e conquistou o título mundial de peso galo, a transmissão de Flávio Araújo, na Rádio Bandeirantes, que parou o país.
Nas décadas de 80 e 90, as lutas de boxe tinham bastante espaço nas TVs abertas brasileiras, principalmente as lutas do Mike Tyson e do Maguilla.
Já no final dos anos 90 e na primeira década dos anos 2000, as emissoras brasileiras, inclusive as de canal fechado, não costumavam passar mais lutas de boxe, a não ser em casos muito excepcionais. O jornal Folha de S.Paulo chegou a publicar uma matéria em 1 de dezembro de 2000, que dizia: "Consultadas sobre o motivo para tal desinteresse, as emissoras de TV, inclusive aquelas especializadas em esportes, apresentam várias justificativas, que vão de motivos comerciais (""negociamos com antecedência o espaço dos comerciais dos filmes dos sábados e quando há lutas não há mais tempo hábil para mudar isso") a técnicos (""não há espaço na grade de programação"). Ou fogem do assunto (""Isso é temporário. Estamos estudando nossa programação para o próximo ano"). Segundo a mesma reportagem, porém, isso não era exclusividade das TVs brasileiras, já que "nos EUA, após um longo período fora da TV aberta, o boxe está voltando a essas emissoras".
Esse cenário começou a mudar em meados da década de 2010, já que a conquista recente de medalhas olímpicas no boxe, o surgimento de novos talentos e a realização de eventos nacionais com credibilidade fizeram com que a TV brasileira recolocasse o boxe novamente em sua grade de programação. Para Denis Gavazzi, gerente de jornalismo da BandSports "O boxe no Brasil está dando sinais de reação. Aos poucos estamos recebendo mais ofertas de eventos internacionais e algumas propostas de lutas nacionais".

### Vale-tudo
A primeira transmissão de um programa de lutas de Vale-Tudo na TV Brasileira ocorreu em dezembro de 1950 na extinta Rede Tupi de São Paulo e foi um curso de Jiu Jitsu ministrado por Carlos Gracie e Hélio Gracie.
No dia 20 de Janeiro de 1951, na inauguração da TV Tupi Rio de Janeiro, foi exibido um programa onde Carlos Gracie e Hélio Gracie convidaram cinco estivadores, alguns com mais de 100 kg, para enfrentarem cinco alunos da Academia Gracie. O público assistiu atônito os franzinos alunos de Jiu Jitsu derrotarem os adversários num show de técnica.
A próxima transmissão de lutas de Vale-Tudo no Brasil ocorreu no Rio de Janeiro, em 1959, e foi veiculada pela TV Continental, no canal 9. A emissora transmitia o programa “Esta Noite de Vitória”, que ia ao ar toda segunda-feira, às 20:30, e mostrava combates de luta livre, judô e boxe direto do Maracanãzinho. O programa apresentava seis lutas num ringue de cordas que tinha como principal objetivo reforçar o que Carlos e Hélio Gracie vinham fazendo a vida toda: comprovar a eficácia do Jiu Jitsu perante as outras artes marciais. O problema era que algumas lutas terminavam de forma violenta e por vezes com atletas ensanguentados. O golpe de misericórdia viria com uma luta em que João Alberto Barreto aplicou uma chave “Kimura” quebrando o braço de José Geraldo que se recusara a bater. E após dois anos de muito sucesso e polêmica, a chocante cena foi transmitida ao vivo e selou o final do programa.
Na década de 1960 a TV Jornal do Commercio transmitia o programa TV Ringue Torre, que realizava lutas de Vale-Tudo era transmitido para várias cidades do estado de Pernambuco e Paraíba às segundas-feiras à noite. Foi no TV Ringue Torre que foram criados os primeiros ídolos locais como Euclides Pereira, Ivan Gomes, Jairo Moura, Fidelão, irmãos Tairovich, Aderbal Bezerra, entre outros.
O Vale-Tudo só viria a ser transmitido nas TVs brasileiras novamente na década de 1990.
Após uma matéria em um jornal carioca, em que Wallid Ismail desafiava qualquer lutador, Carlson Gracie achou que o melhor seria promover algo bem organizado e encontrou apoio de Miguel Pires Gonçalves, que além de entusiasta das lutas, era superintendente da Rede Globo. E foi assim que, no dia 26 de Setembro de 1991, o Desafio - Jiu Jitsu vs Luta Livre foi transmitido ao vivo pela TV Globo. Mas para ser transmitido pela Globo, os lutadores de Vale-Tudo tiveram que abrir concessões para não chocar o público da emissora. As lutas teriam dois rounds de 15 minutos cada e não seriam permitidos chutes com o oponente no chão. Mas a principal medida para tentar “dosar” a violência seria a proibição de socos de mão fechada.
Os primeiros eventos do International Vale Tudo Championship foram transmitidos ao vivo pelo SporTV, e a Band mostrava um compacto, sessenta dias depois. Apesar dos bons resultados conseguidos, a Band não deu continuidade as transmissões.
Em 1997 aconteceria no Rio de Janeiro o Pentagon Combat, que acabou com uma briga generalizada entre os torcedores. A prefeitura e o governo do estado, diante da repulsa criada nos eleitores, optou pela proibição de eventos de Vale-Tudo no Estado, e com isso o flerte das emissoras com o Vale Tudo teria sua primeira repulsa.
Em 1999, o programa Heróis do Ringue voltaria a ser transmitido durante um ano pela CNT, sob o comando de Robson Gracie, apresentava lutas e promovia debates.

### MMA
O primeiro evento do UFC transmitido em TV aberta no Brasil foi o UFC 37.5, em 2002. Com um pequeno delay, o SBT transmitiu a luta principal entre Vitor Belfort (que 2 meses antes havia participado da Casa dos Artistas) e Chuck Lidell.
Em 2007, o canal Combate fez a primeira transmissão ao vivo do UFC, com o desafio entre Anderson Silva e Travis Lutter, a primeira defesa de cinturão do Spider na organização.
De 2009 até setembro de 2011, a RedeTV! era quem transmitia o UFC nas TVs abertas do país. Os eventos eram transmitidos dentro do programa UFC sem Limites, que apresentava reprises dos melhores combates já realizados no UFC desde a sua criação.
No dia 5 de fevereiro de 2011 aconteceu a luta que é considerada o divisor de águas do MMA no Brasil. No UFC 126, a chamada Luta do Século pôs frente a frente Anderson Silva e Vitor Belfort, no duelo que mudou o MMA de patamar no país. A partir deste evento, o interesse pelo esporte, e por consequência as audiências dos eventos, só cresceram. Para se ter uma ideia, o programa Sensei SporTV, exibido minutos antes do UFC 126, obteve a maior audiência do canal SporTV de todo o sábado, incluindo os jogos de futebol, além de ter liderado a audiência no horário nas tvs pagas. Além disso, o canal Combate registrou aumento de 25% do número de assinantes em apenas 1 mês.
Aproveitando este sucesso, em 27 de agosto de 2011, a RedeTV! resolveu exibir o UFC Rio ao vivo, na íntegra, dentro do programa UFC sem Limites. Com isso, esta foi a primeira vez em que um evento do UFC foi exibido ao vivo e na integra por um canal de TV aberta no Brasil. A aposta mostrou-se de fato acertada, e a emissora ficou em segundo lugar e alguns minutos na liderança em audiência nacional, com 12,8 pontos em São Paulo (a maior de sua história para o horário, correspondendo a quase dez vezes a audiência do canal em sua média/dia (das 7h à meia-noite), que ficava na casa do 1,5 ponto). Isto fez com que as emissoras concorrentes passassem a ter interesse neste esporte.
De acordo com um comunicado divulgado pela TV Globo no dia 27 de outubro e 2011, a emissora passou a ter exclusividade para exibir ao vivo todos os eventos do UFC no Brasil e três no exterior, além das edições brasileiras do reality show The Ultimate Fighter (TUF).
A primeira luta do UFC transmitida pela Rede Globo foi no dia 12 de Novembro de 2011, quando Júnior Cigano derrotou Caín Velásquez no UFC on Fox: Velasquez vs. Dos Santos. A preocupação com o show de estreia na maior TV aberta no Brasil fez com que o UFC fizesse uma série de mudanças para seduzir o novo público: exibiu um minidocumentário “apresentando” o esporte, transmitiu somente o combate principal ao vivo e ainda contou com entrevistas com os protagonistas antes da entrada no octógono, o que não acontece em outras edições. Essa preocupação em "fidelizar a grande massa" não se limitou ao UFC. A própria Globo realizou uma série de ações para divulgar o combate e surpreendeu ao escalar seu narrador mais popular, Galvão Bueno, para ficar à frente da transmissão ao lado de Vitor Belfort como comentarista.
Em 2012, o site UOL noticiou que a "audiência da Globo com o UFC é igual a do Campeonato Brasileiro".
Desta forma, atualmente, os eventos do UFC são transmitidos ao vivo em TV por assinatura via pay-per-view pelo canal Combate e desde outubro 2011 pela Rede Globo nas TVs abertas.